# Anarthrotarsus
Genre
Anarthrotarsus est un genre d'opilions dyspnois de la famille des Trogulidae.

## Distribution
Les espèces de ce genre sont endémiques de Crète en Grèce.

## Liste des espèces
Selon World Catalogue of Opiliones (16/05/2023) :
- Anarthrotarsus martensi Šilhavý, 1967
- Anarthrotarsus trichasi Kontos & Martens, 2022

## Systématique et taxinomie
Ce genre a été décrit par Šilhavý en 1967 dans les Trogulidae.

## Publication originale
- Šilhavý, 1967 : « Anarthrotarsus martensi, ein neuer Weberknecht aus Griechenland (Arach., Opiliones). » Senckenbergiana biologica, vol. 48, no 3, p. 175–178.